# Depeša iz Emsa
Depeša iz Emsa, telegram, ki je spodbudil Francijo, da je leta 1870 Prusiji napovedala vojno. 
Pruski kralj Viljem I. je 13. julija 1870  iz Bad Emsa, kjer je bil na oddihu, poslal pruskemu ministrskemu predsedniku Ottu von Bismarcku v Berlin telegram, v katerem ga obvešča o svojih pogovorih s francoskim veleposlanikom, grofom Benedettijem. Ta je pruskemu kralju prenesel zahtevo Napoleona III., naj prestolonaslednik princ Leopold von Hohenzollern-Sigmaringen umakne svojo kandidaturo za španski prestol. Poleg tega je francoski cesar zahteval izjavo Viljema I., s katero naj bi se obvezal, da se španskemu prestolu odpovedujejo vsi hohenzollerski princi. Bismarck je depešo iz Emsa objavil v skrajšani in zaostreni obliki in s tem namerno izzval francosko vojno napoved. Prusiji.